# سکونتگاه فنیقی سا کالتا
سا کالتا یک محوطه باستانی است که ویرانه‌های یک سکونتگاه باستانی فنیقی را در یک دماغه سنگی در حدود ۱۰ کیلومتری غرب شهر ایبیزا در جزایر بالئاری اسپانیا به نمایش می‌گذارد. فنیقی‌ها در حدود سال‌های ۶۵۴-۶۵۰ پیش از میلاد در این منطقه مستقر شدند و این سایت تا سال ۶۰۰ پیش از میلاد متروکه شد. کشف بنیادهای ساختمان‌های سنگی ساده در این سایت منجر به ثبت سا کالتا به عنوان یک میراث جهانی یونسکو در سال ۱۹۹۹ شد.